# Predykat
Predykat – wieloznaczny termin mogący oznaczać:
1. funktor zdaniotwórczy od x argumentów nazwowych[1];
2. funkcję zdaniową argumentów nazwowych[1];
3. wyrażenie opisujące pewne własności lub relacje.

W rachunku predykatów pierwszego rzędu (rachunku kwantyfikatorów) występują symbole P, Q, R itd. reprezentujące predykaty jednoargumentowe. W terminologii gramatycznej predykatom jako funktorom zdaniotwórczym swobodnie odpowiadają osobowe formy czasownika.

## Predykat jako funktor zdaniotwórczy
Termin „predykat” może oznaczać funktor zdaniotwórczy od (co najmniej jednego) argumentu nazwowego. Predykatem nazywa się zatem takie wyrażenie, które z terminem jednostkowym da zdanie. Np. w zdaniu „Jugosławia rozpadła się” wyrażenie „rozpadła się” jest predykatem jednoargumentowym (funktorem zdaniotwórczym od jednego argumentu nazwowego), w zdaniu „Tomek lubi Basię” wyrażenie „lubi” jest predykatem dwuargumentowym (funktorem zdaniotwórczym od dwóch argumentów nazwowych), w zdaniu „Arystoteles umiłował prawdę bardziej niż Platona” wyrażenie „umiłował... bardziej niż” jest predykatem trójargumentowym (funktorem zdaniotwórczym od trzech argumentów nazwowych).
Niejednokrotnie zmiana miejsca argumentów predykatu powoduje zmianę sensu całego zdania, np. zdanie „Tomek lubi Basię” znaczy co innego niż zdanie „Basia lubi Tomka”.
Na drodze abstrakcyjnej transformacji predykatów powstało wiele nazw języka potocznego. Np. nazwa „myślenie” powstała z predykatu „myśli”, nazwa „mądrość” z predykatu „jest mądry”. Tego rodzaju funkcjonujące w języku potocznym nazwy są w rzeczywistości pseudonazwami, gdyż zachowują kategorię syntaktyczną predykatu jednoargumentowego. Świadczy o tym fakt, że nie mogą być one, bez wrażenia sztuczności wypowiedzi, traktowane jako orzeczniki – nie można powiedzieć „Jan jest mądrością” czy też „Poznań jest leżeniem”. Wyrażenia takie traktuje się więc tak samo jak predykaty.

## Predykat jako funkcja zdaniowa
Predykat jako funkcja zdaniowa od argumentów nazwowych, czyli (w terminologii Czeżowskiego) funkcja propozycjonalna to wyrażenie złożone z funktora zdaniotwórczego od x argumentów nazwowych oraz ze zmiennych nazwowych. Np. „x leży” (gdzie „x” jest zmienną nazwową, „leży” funktorem zdaniotwórczym”), „x = y” (gdzie „x” i „y” są zmiennymi nazwowymi, a „=” funktorem zdaniotwórczym).

## Relacje między znaczeniami terminu „predykat”
Określenie predykatu jako „funkcji zdaniowej” i jako „funktora zdaniotwórczego” ma charakter syntaktyczny, określenie jako wyrażenia opisującego własności i relacje ma charakter semantyczny. Ze względu na nieostrość terminu „opisywanie”, predykaty w rozumieniu semantycznym można traktować i jako odpowiedniki predykatów jako funkcji zdaniowych, i jako odpowiedniki predykatów jako funktorów zdaniotwórczych. Funktory jednoargumentowe opisują własności – omawia je rachunek predykatów. Funktory wieloargumentowe opisują relacje – omawia je teoria relacji.
Predykat jako funktor zdaniotwórczy jest częścią predykatu jako funkcji zdaniowej – tą, która pozostaje, gdy pominie się zmienne nazwowe. Częściej używa się terminu „predykat” na oznaczenie funktorów zdaniotwórczych, gdyż to właśnie one odpowiadają orzeczeniom w terminologii gramatycznej.

## Podział predykatów
Predykaty mogą mieć dowolną skończoną liczbę argumentów (np. predykaty jednoargumentowe, n-argumentowe etc.).
Predykaty różnią się także pod względem rodzaju implikowanych argumentów. Predykat pierwszego rzędu otwiera pozycje tylko dla argumentów obiektowych, natomiast predykat drugiego (wyższego) rzędu wymaga co najmniej jednego argumentu propozycjonalnego.